# سيدة (قارة)

تعديل مصدري - تعديل

سيدة هي إحدى قرى عزلة قارة بمديرية قارة التابعة لمحافظة حجة، بلغ تعداد سكانها 441 نسمة حسب تعداد اليمن لعام 2004.